# Euphausia similis
Euphausia similis is een krillsoort uit de familie van de Euphausiidae. De wetenschappelijke naam van de soort is voor het eerst geldig gepubliceerd in 1885 door G.O. Sars.